# 芝川町
芝川町（しばかわちょう）は、静岡県東部（富士山麓地域）の富士郡に属していた町。
日本の商用電源周波数の境界である富士川が芝川町を縦断するため、同じ町内で2つの電力会社（東京電力（現・東京電力パワーグリッド、50Hz）と中部電力（現・中部電力パワーグリッド、60Hz））の管轄エリアに分かれている。
2010年（平成22年）3月23日に富士宮市と合併（編入合併）し、消滅した。

## 地理
- 山：富士山、森山、白鳥山、羽鮒山
- 河川：芝川、富士川、稲子川、内房境川、稲瀬川、廻沢川

## 歴史
- 1889年に羽鮒村（羽鮒村と月台村が合併）、長貫村（長貫村と橋場村、楠金村、川合村が合併）、西山村、大久保村（大久保村と鳥並村が分離）が合併し川尻村となり、後に芝富村に改名。
- 1957年3月31日 富原村（1956年9月30日に芝富村と庵原郡内房村（入山村から改名）が合併）と柚野村（大鹿村、猫沢村、上柚野村、下柚野村、鳥並村、上稲子村、下稲子村）が合併し芝川町となる。

## 隣接している自治体・行政区
静岡県
- 静岡市（清水区）
- 富士市
- 富士宮市

山梨県
- 南巨摩郡：南部町

## 行政
- 町長 - 野村 寛（2008年1月17日就任）

### 地域
町内は柚野、芝富、内房、稲子の4つの地区に分かれている。
柚野（ゆの）地区
旧柚野村のうち、大鹿村、猫沢村、上柚野村、下柚野村、鳥並村を現在の柚野地区という。
芝富（しばとみ）地区
旧富原村のうち、芝富村だった地域を現在の芝富地区という。
内房（うつぶさ）地区
旧富原村のうち、内房村だった地域を現在の内房地区という。
稲子（いなこ）地区
旧柚野村のうち、上稲子村、下稲子村を現在の稲子地区という。

## 交通

### 鉄道路線
東海旅客鉄道(JR東海)
- 身延線 : 芝川駅 - 稲子駅

いずれも無人駅でうち芝川駅はかつて急行停車駅であったが急行が特急に昇格してからは通過駅となった。

### 道路
各地に所々残されているカントリーロードはバイカーに人気で、桜の木と富士山を狙う写真家により混み合うこともある。かつては、狭い道がかなり多く、「ダンプ公害」が起きたことがあったという。
一般国道
市町村内を走る一般国道：国道52号、国道469号
都道府県道
市町村内を走る県道：静岡県道10号富士川身延線、静岡県道25号富士宮芝川線、静岡県道75号清水富士宮線、静岡県道182号三沢富士宮線、静岡県道190号塩出尾崎線、静岡県道398号上稲子長貫線

## 観光

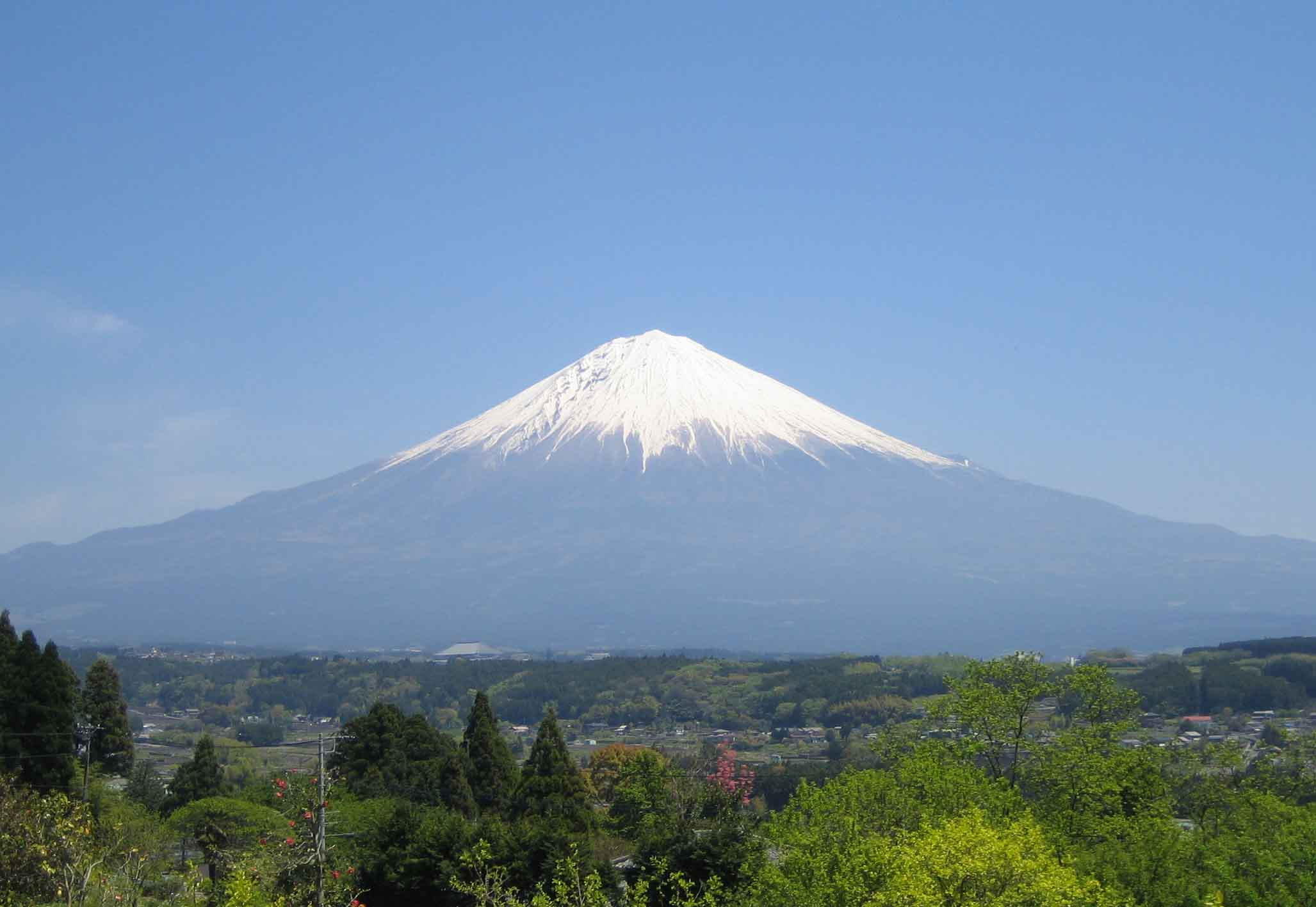
国道469号 柚野（ゆの）地区からみた富士山 最高標高地点「剣ヶ峯」が中央に見ることが出来る。

特産物はタケノコ・ウメ・竹細工（ゆらりとんぼ）などがある。ウメを加工した梅ワイン、ユズを加工した柚子ワインの生産もある。内房（うつぶさ）のタケノコは灰汁（あく）が少ないといわれ、毎年行われている『たけのこ祭り』には遠方からの客も訪れる。特に質の良いタケノコは灰汁ぬきの必要が無いほどだが、そこまでの質のタケノコを生産する竹林には、個人や料亭が直接買い付けに来るのでなかなか市場には出回らない。また相沼地区の土は特にタケノコ作りに適していると言われている。
観光スポットとしては、稲子にある温泉プールも設置された温泉施設のユートリオ (U-trio) がよく知られており、週末には県内各地から多くの観光客が訪れる人気スポットとなっている。
ほかに富士川の釜口峡、織田信長の首塚や、平維盛のものとされる墓、西山本門寺などがある。柚野地区には縄文時代前期の集落遺跡があり、稲子川温泉がある稲子地区には平氏落人伝承が伝わる。内房地区には稲瀬川のすぐ横に瓜島温泉があり、夏はラフティングができる。釜口橋付近から出発し、富士市の蓬莱橋付近まで行くことができる。

## 教育

### 中学校
- 芝川町立柚野中学校
- 芝川町立芝川中学校

### 小学校
- 芝川町立内房小学校
- 芝川町立芝富小学校
- 芝川町立柚野小学校
- 芝川町立稲子小学校

## 富士宮市との合併
静岡県による「市町村合併推進構想」においても1市1町の合併枠組みが策定されている両自治体は生活圏として関係が深い。また町民の8割が合併賛成という姿勢であり、合併を推進する野村寛が2007年12月に初当選を果たし、富士宮市へ合併を申請したことで合併への動きが加速した。
2009年4月1日に「富士宮市・芝川町合併協議会」が設置された。2009年12月24日に静岡県知事から廃置分合決定書が交付、2010年1月12日には総務大臣による告示がなされた。合併の期日は2010年3月23日である。合併に伴って芝川町の住所も変更となり、「富士郡芝川町（地区名）～～番地」から、「富士宮市（地区名）～～番地」となった。

## その他

### 芭蕉天神宮
内房の大晦日にある神社で、学問の神を祀っている。

### 富士郡
富士郡は1889年（明治22年）の成立時には2町20村が属しており、芝川町1町が最後まで残っていたが、合併により消滅。現在の富士宮市、富士市のすべてが属していた。